# Кампана, Франсиско
Франсиско Кампана (исп. Francisco Campana; 9 мая 1925, Буэнос-Айрес — 23 января 1985) — аргентинский футболист, нападающий.

## Карьера
Франсиско Кампана начал карьеру в клубе «Чакарита Хуниорс». 9 сентября 1945 года он дебютировал в основном составе команды в матче с «Уракана». 28 октября того же года футболист забил первый мяч за гол, поразив ворота «Индепендьенте». В 1947 году он забил 4 гола в матче с «Банфилдом» (6:0), а через год повторил это достижение, четырежды забив во встрече с «Бокой Хуниорс» (5:1).
В 1949 году Кампана перешёл в ту же «Боку Хуниорс». 14 августа он сыграл первую встречу за клуб против «Химнасии и Эсгримы» (2:1). Ровно через месяц, 14 сентября, Франсиско забил первые два гола в составе «Боки», поразив ворота «Индепендьенте» (3:2). Там он играл до 1951 года, проведя 56 матчей и забив 22 гола. Последний матч за клуб форвард провёл 7 октября 1951 года в матче с «Атлантой» (0:1).
На следующий год Кампана возвратился в «Чакариту». И там играл ещё 4 года. Последние три года за клуб футболист провёл 26 июня 1955 года в ворота клуба «Уракан». А последний матч в составе «Чакариты» он сыграл 13 ноября того же года против «Феррокарриль Оэсте» (0:1). Всего за клуб Кампана сыграл 168 матчей и забил 80 голов. После этого он перешёл в мексиканский клуб «Америка», где играл до 1958 года.
После завершения игровой карьеры, Кампана стал тренером. Он работал с клубами «Феникс» и «Чакарита Хуниорс».

## Статистика

### Клубная
| Сезон | Клуб             | Лига    | Чемпионат | Чемпионат | Кубок | Кубок |
| Сезон | Клуб             | Лига    | Игры      | Голы      | Игры  | Голы  |
| ----- | ---------------- | ------- | --------- | --------- | ----- | ----- |
| 1945  | Чакарита Хуниорс | Примера | 11        | 2         | 0     | 0     |
| 1946  | Чакарита Хуниорс | Примера | 18        | 7         | 2     | 3     |
| 1947  | Чакарита Хуниорс | Примера | 22        | 17        | —     | —     |
| 1948  | Чакарита Хуниорс | Примера | 25        | 13        | 1     | 2     |
| 1949  | Чакарита Хуниорс | Примера | 13        | 6         | —     | —     |
| 1949  | Бока Хуниорс     | Примера | 20        | 7         | —     | —     |
| 1950  | Бока Хуниорс     | Примера | 30        | 13        | —     | —     |
| 1951  | Бока Хуниорс     | Примера | 6         | 2         | —     | —     |
| 1952  | Чакарита Хуниорс | Примера | 27        | 12        | 1     | 1     |
| 1953  | Чакарита Хуниорс | Примера | 18        | 5         | —     | —     |
| 1954  | Чакарита Хуниорс | Примера | 15        | 7         | —     | —     |
| 1955  | Чакарита Хуниорс | Примера | 14        | 5         | —     | —     |

1. ↑  В графу «Кубок» входят матчи Кубка Конкуренции Британии и Кубка Конкуренции первого дивизиона чемпионата Аргентины[исп.]

### Международная
| Матчи Франсиско Кампаны за сборную Аргентины | Матчи Франсиско Кампаны за сборную Аргентины | Матчи Франсиско Кампаны за сборную Аргентины | Матчи Франсиско Кампаны за сборную Аргентины | Матчи Франсиско Кампаны за сборную Аргентины | Матчи Франсиско Кампаны за сборную Аргентины | Матчи Франсиско Кампаны за сборную Аргентины |
| -------------------------------------------- | -------------------------------------------- | -------------------------------------------- | -------------------------------------------- | -------------------------------------------- | -------------------------------------------- | -------------------------------------------- |
| №                                            | Дата                                         | Место проведения                             | Оппонент                                     | Счёт                                         | Голы                                         | Турнир                                       |
| 1                                            | 18 декабря 1947                              | Гуаякиль                                     | Колумбия                                     | 6:0                                          | —                                            | Чемпионат Южной Америки                      |

## Достижения
- Чемпионат Южной Америки: 1947